# Công viên 29 tháng 3
Công viên 29 tháng 3 là một công viên tại thành phố Đà Nẵng, Việt Nam. Với hồ nước rộng, mật độ cây xanh dày đặc, nhiều cây cổ thụ to lớn, rợp bóng mát, nơi đây được xem là "lá phổi xanh" giữa lòng đô thị Đà Nẵng.

## Vị trí
Công viên 29 tháng 3 có tổng diện tích 188.081 m², gồm 106.301 m² mặt hồ và 81.780 m² đất, giáp với hai trục đường lớn của Đà Nẵng là đường Điện Biên Phủ và đường Nguyễn Tri Phương, thuộc địa bàn phường Thạc Gián, quận Thanh Khê.

## Lịch sử
Khu đất công viên ngày nay trước năm 1975 vốn là bãi rác trung tâm của Đà Nẵng, người dân thường gọi là Hầm Bứa.
Mùa hè năm 1976, chính quyền đã huy động thanh niên tại địa phương dọn vệ sinh bãi rác. Theo nhà báo Trương Điện Thắng, việc dọn dẹp này diễn ra trong hơn một tháng. Công trường Công viên 29 tháng 3 cũng được thành lập sau đó. Năm 1982, Công ty Công viên Cây xanh thành phố Đà Nẵng được thành lập, trở thành đơn vị quản lý Công viên 29 tháng 3.
Ban đầu, công viên được xây dựng tường rào bao quanh, tuy nhiên đến năm 2007 chính quyền thành phố Đà Nẵng đã cho phá bỏ tường rào để tạo không gian mở cho người dân đến vui chơi, giải trí.
Năm 2015, Ủy ban nhân dân thành phố Đà Nẵng có chủ trương điều chỉnh mở rộng ranh giới công viên thêm 6.000 m² ở phía đường Điện Biên Phủ và Nguyễn Tri Phương. Tuy nhiên, việc mở rộng này chưa được thực hiện thì sau đó công viên đã phải cắt một phần diện tích để xây dựng công trình hầm chui Điện Biên Phủ.
Cuối năm 2017, Ủy ban nhân dân thành phố Đà Nẵng quyết định chuyển giao Công viên 29 tháng 3 cho quận Thanh Khê quản lý.

## Môi trường
Vào ngày 6 tháng 5 năm 2019, nhiều người dân phản ánh tình trạng hồ nước công viên 29 tháng 3 bị ô nhiễm nghiêm trọng. Người dân cho biết, tình trạng này diễn ra đã nhiều ngày do một lượng lớn nước thải đen ngòm, sủi bọt bốc mùi hôi từ các cống xả ồ ạt chảy thẳng ra hồ. Cùng ngày, Công ty Thoát nước và Xử lý nước thải thành phố Đà Nẵng cũng xác nhận có một lượng lớn nước thải chưa qua xử lý từ các đập chảy tràn ra hồ nước rộng 10 ha của công viên, đồng thời cho biết lượng nước thải tràn ra hồ mỗi ngày khoảng 200–500 m³.